# Achilles '29 in het seizoen 2016/17 (vrouwen)
Het seizoen 2016/2017 was het 1e jaar in het bestaan van de Groesbeekse vrouwenvoetbalclub Achilles '29. De club kwam uit in de Eredivisie en eindigde op de zevende plaats. In het toernooi om de KNVB beker reikte de ploeg tot de kwartfinale. Hierin was PSV te sterk met 2–0.

## Wedstrijdstatistieken

### Eredivisie
|       | ADO Den Haag | AFC Ajax  | sc Heerenveen | PEC Zwolle | PSV       | SC Telstar | FC Twente |
| ----- | ------------ | --------- | ------------- | ---------- | --------- | ---------- | --------- |
| Thuis | 0 – 4        | 0 – 2     | 1 – 3         | 3 – 1      | 0 – 5     | 0 – 1      | 1 – 2     |
| Uit   | 4 – 1        | 1 – 0     | 6 – 0         | 0 – 2      | 0 – 0     | 6 – 1      | 7 – 1     |
|       | 0 – 5 (T)    | 6 – 1 (U) | 5 – 0 (T)     | 3 – 2 (T)  | 5 – 0 (U) | 1 – 2 (U)  | 7 – 0 (U) |

#### Plaatseringsgroep 5–8
|       | sc Heerenveen | PEC Zwolle | SC Telstar |
| ----- | ------------- | ---------- | ---------- |
| Thuis | 1 – 3         | 2 – 1      | 3 – 0      |
| Uit   | 5 – 0         | 3 – 1      | 4 – 1      |

### KNVB beker
| Achtste finale                        | S.V. Fortuna Wormerveer | 0 – 4 (0 – 1)               | Achilles '29                                                      |  |
| Plaats: Wormerveer Wateringcomplex    |                         | Wedstrijdverslag[dode link] | 44' Michelle van der Laan –', 80' Bonita Theunissen Melanie Bross |  |
| Kwartfinale                           | PSV                     | 2 – 0 (0 – 0)               | Achilles '29                                                      |  |
| Plaats: Eindhoven Jan Louwers Stadion | Vanity Lewerissa –', –' | Wedstrijdverslag            |                                                                   |  |

## Statistieken Achilles '29 2016/2017

### Eindstand Achilles '29 Vrouwen in de Eredivisie 2016 / 2017
| Stand | Gespeeld | Gewonnen | Gelijk | Verloren | Punten | Doelpunten voor | Doelpunten tegen | Gele kaarten | Rode kaarten |
| ----- | -------- | -------- | ------ | -------- | ------ | --------------- | ---------------- | ------------ | ------------ |
| 7e    | 21       | 5        | 1      | 15       | 16     | 21              | 68               | 9            | 0            |

### Eindstand Achilles '29 Vrouwen in de Play-offs 5–8 2016 / 2017
| Stand | Gespeeld | Gewonnen | Gelijk | Verloren | Punten | Doelpunten voor | Doelpunten tegen | Gele kaarten | Rode kaarten |
| ----- | -------- | -------- | ------ | -------- | ------ | --------------- | ---------------- | ------------ | ------------ |
| 7e    | 6        | 2        | 0      | 4        | 14     | 8               | 16               | 1            | 1            |

### Topscorers
| #      | Naam                  | Goal |
| ------ | --------------------- | ---- |
| 1.     | Bonita Theunissen     | 6    |
| 2.     | Melanie Bross         | 5    |
| 2.     | Michelle van der Laan | 5    |
| 3.     | Yvette Derks          | 3    |
| 3.     | Kika van Es           | 3    |
| 4.     | Nena Hopmans          | 2    |
| 4.     | Joy Kersten           | 2    |
| 5.     | Sophie Cobussen       | 1    |
| 5.     | Amber Mutsaers        | 1    |
| 5.     | Jody Schellekens      | 1    |
| Totaal | Totaal                | 29   |

| #      | Naam                  | Goal |
| ------ | --------------------- | ---- |
| 1.     | Bonita Theunissen     | 2    |
| 2.     | Melanie Bross         | 1    |
| 2.     | Michelle van der Laan | 1    |
| Totaal | Totaal                | 4    |

### Kaarten
| #      | Naam                  |    |
| ------ | --------------------- | -- |
| 1.     | Melanie Bross         | 2  |
| 1.     | Nena Hopmans          | 2  |
| 1.     | Demi ter Maat         | 2  |
| 2.     | Joy Kersten           | 1  |
| 2.     | Michelle van der Laan | 1  |
| 2.     | Jody Schellekens      | 1  |
| 2.     | Amber Verspaget       | 1  |
| Totaal | Totaal                | 10 |

| #      | Naam        |   |
| ------ | ----------- | - |
| –      | Geen speler | 0 |
| Totaal | Totaal      | 0 |

| #      | Naam            |   |
| ------ | --------------- | - |
| 1.     | Amber Verspaget | 1 |
| Totaal | Totaal          | 1 |

## Voetnoten
Achilles '29 · 
ADO Den Haag · 
Ajax · 
sc Heerenveen · 
PEC Zwolle · 
PSV · 
SC Telstar VVNH · 
FC Twente